# وزارت کشور (عراق)
وزارت کشور عراق (انگلیسی: Ministry of Interior) یا وزارت داخله عراق، از وزارتخانه‌های دولت عراق است، که وظیفه ارگان وزارت کشور را برعهده دارد. پلیس عراق، پلیس راه عراق و مرزبانی عراق، تحت نظارت این وزارتخانه فعالیت می‌کنند.